# Chesias scanica
Chesias scanica là một loài bướm đêm trong họ Geometridae.